# Atsedeweine Tekle
Atsedeweine Tekle de son nom complet Atsedeweine Tekle Riggio est une avocate et juriste éthiopienne. Elle est la première femme juge du pays, siégeant à la fois à la Haute Cour et à la Cour suprême,.

## Biographie

### Enfance et formations
Atsedeweine Tekle est née à Asmara en Érythrée (alors Fédération d'Éthiopie et d'Érythrée), le 28 juin 1952. Elle obtient une licence en droit à l'Université d'Addis-Abeba en 1978, devenant ainsi l'une des premières femmes diplômées en droit en Éthiopie, bien qu'elle ait interrompu ses études pendant deux ans pour accomplir le service national obligatoire,,.

## Carrière
Atsedeweine Tekle est affectée au ministère de la Justice où elle supervise l'administration des tribunaux. Trois ans plus tard, elle est nommée juge à la Haute Cour, puis à la Cour suprême. Elle est la première femme juge du pays. Elle quitte la magistrature pour pratiquer le droit à titre privé.
De 1992 à 1994, elle est l'une des trois femmes membres de la commission de rédaction de la Constitution de 1992-1994 pour la Constitution de 1995 de l'Éthiopie, et est responsable de l'inclusion d'un langage fort soutenant les droits des femmes et renversant la discrimination sexuelle.
En 1995, elle cofonde l'Association des femmes juristes éthiopiennes avec Meaza Ashenafi. Elle représente bénévolement des femmes défavorisées et a écrit et traduit des publications sur les droits des femmes et les droits de l'homme,.